# Honda CR-V
Honda CR-V – samochód osobowy typu SUV klasy kompaktowej, a następnie klasy średniej produkowany przez japoński koncern motoryzacyjny Honda Motor Company od 1995 roku. Od 2022 roku produkowana jest szósta generacja pojazdu.

## Pierwsza generacja
Honda CR-V pierwszej generacji została po raz pierwszy oficjalnie zaprezentowana podczas targów motoryzacyjnych w Tokio w październiku 1995 roku.

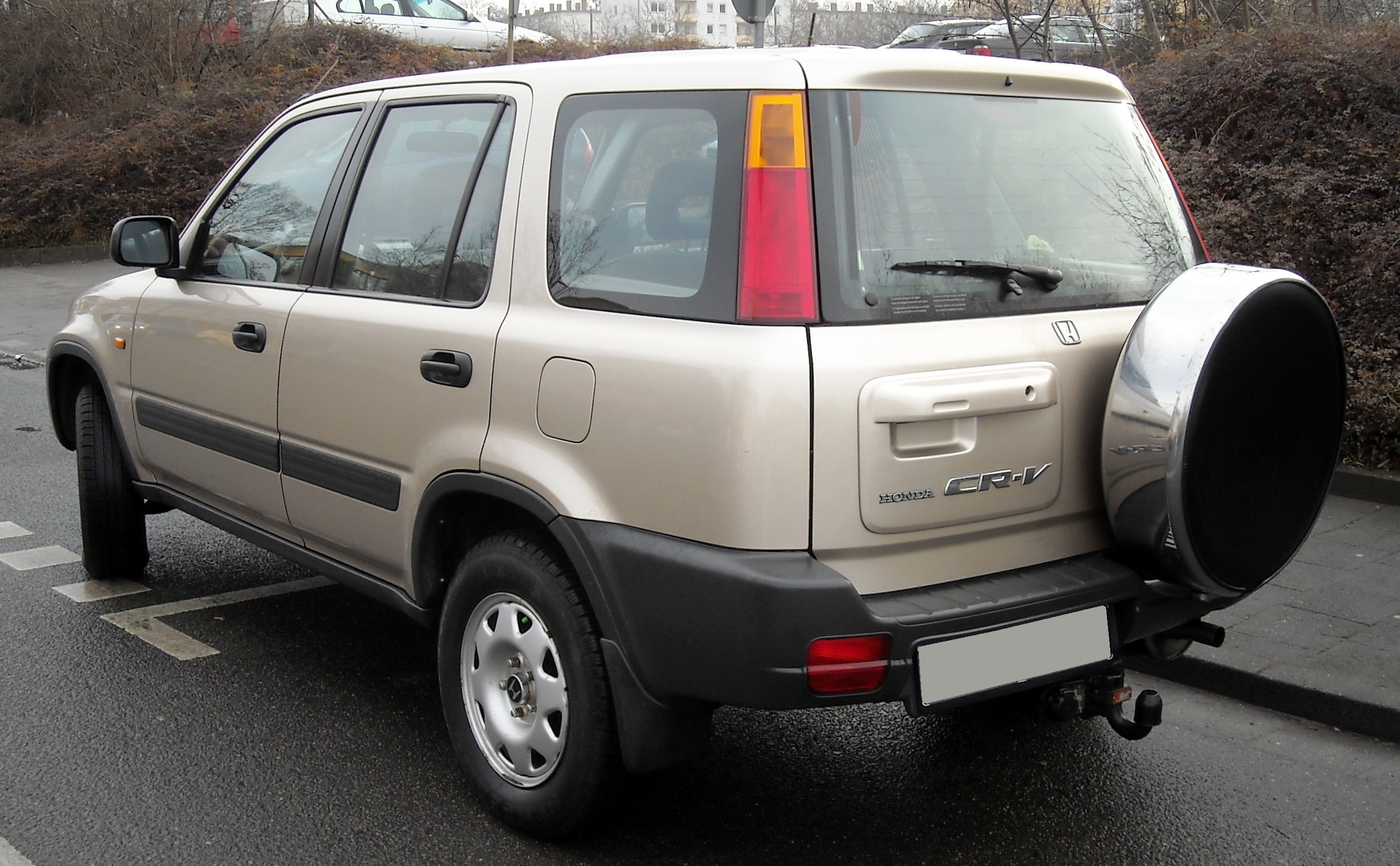
Honda CR-V I - tył

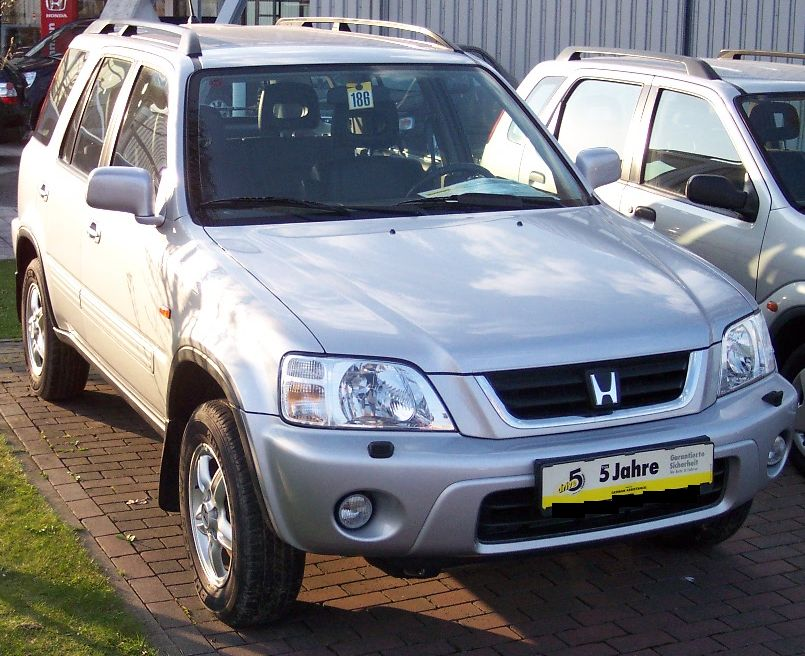
Honda CR-V I po liftingu

Samochód zbudowany został jako uterenowiona wersja modelu Civic VI. Nazwa pojazdu pochodzi z języka angielskiego - Compact Recreational Vehicle, Comfort Runabout Vehicle. Pojazd stylizowany na auto terenowe otrzymał charakterystyczne dla tych aut koło zapasowe na klapie bagażnika, która otwierana jest na bok oraz samonośną konstrukcję nadwozia. Początkowo auto wyposażone mogło być wyłącznie w czterocylindrowy silnik benzynowy o pojemności 2 l i mocy 126 KM. Przy okazji liftingu w 1999 roku moc silnika podniesiono do 147 KM oraz zmieniony został kształt przedniego i tylnego zderzaka.
Opcjonalnie dostępny napęd na cztery koła nosił nazwę real time four-wheel drive system, która oznacza, że napęd na cztery koła załączany jest w sposób automatyczny, kiedy przednia oś pojazdu traci przyczepność.

### Wersje wyposażeniowe
- EX
- LX
- Exclusive

W zależności od wybranej wersji wyposażeniowej pojazdu, auto wyposażone mogło być m.in. w dwie poduszki powietrzne, system ABS i EBD, klimatyzację, elektryczne sterowanie szyb, elektryczne sterowanie lusterek, spryskiwacze reflektorów oraz podgrzewanie lusterek zewnętrznych, a także napęd na cztery koła i system nawigacji satelitarnej.

### Silniki
| 2.0 16V | 1973 | R4 | 126/5200 | 182/4200 | 10,5 | 174 |
| 2.0 16V | 1973 | R4 | 147/6300 | 182/4500 | 10,5 | 177 |

## Druga generacja
Honda CR-V II została po raz pierwszy oficjalnie zaprezentowana w 2001 roku.

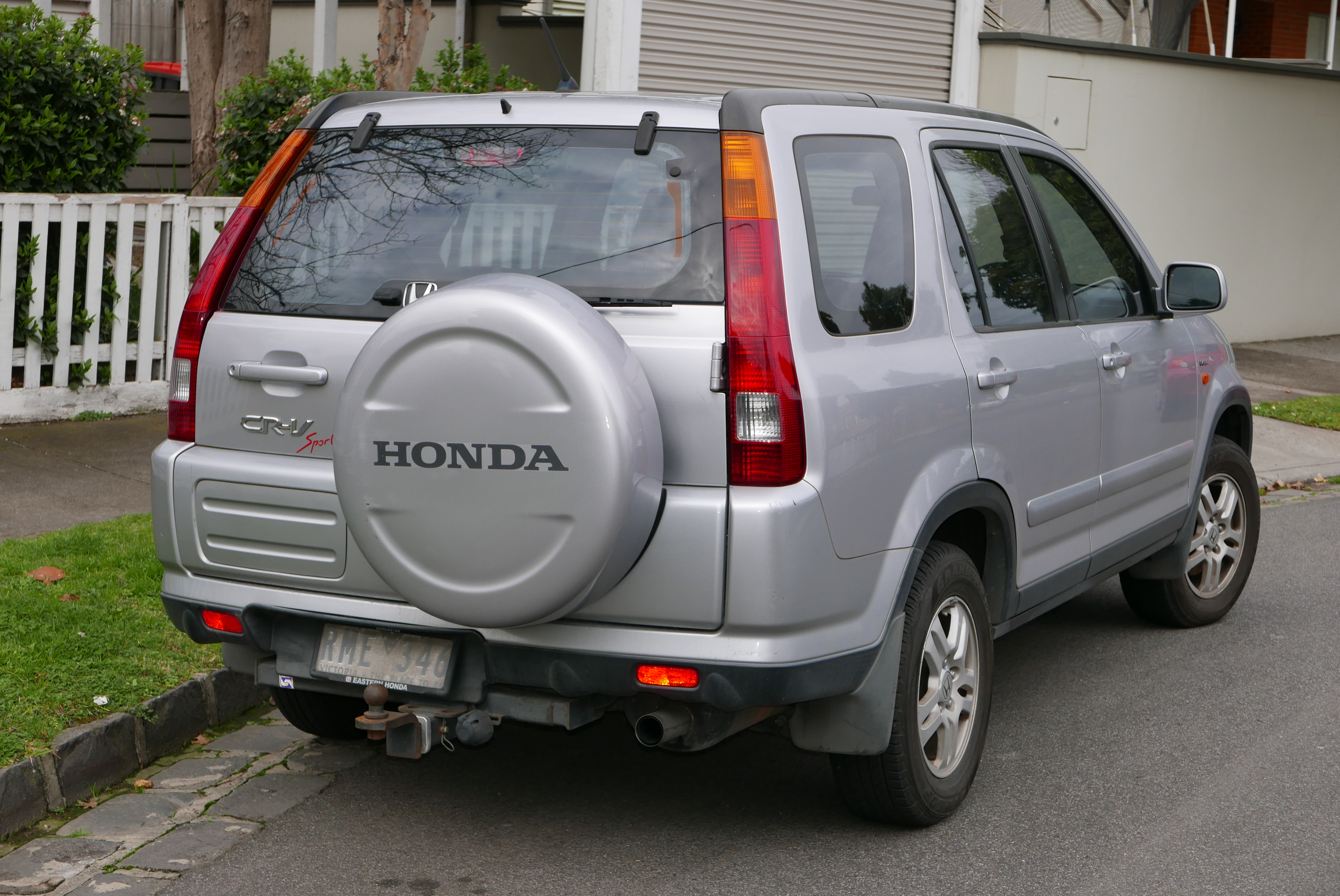
Honda CR-V II - tył przed liftingiem

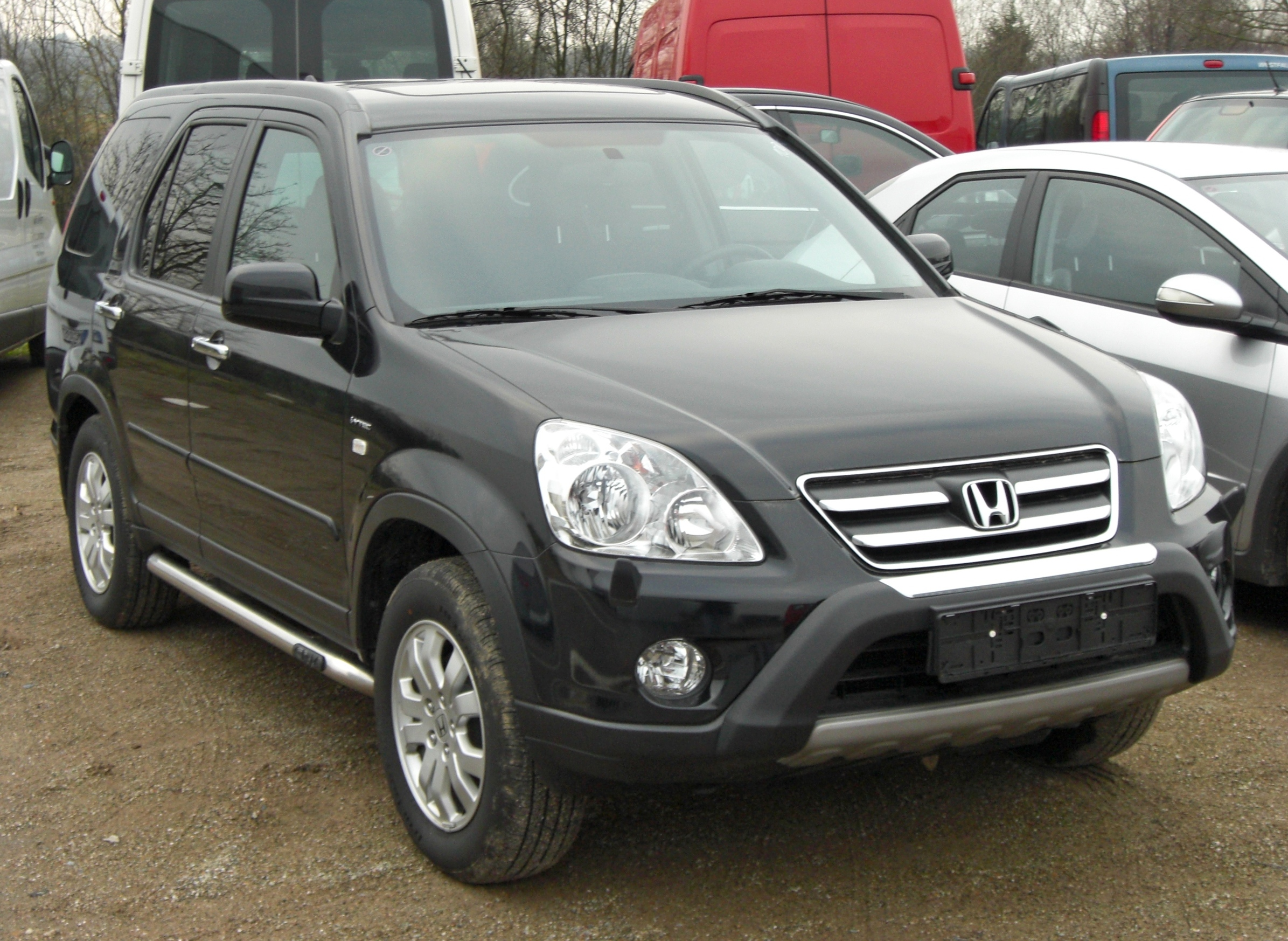
Honda CR-V II po liftingu

Samochód zbudowany został na bazie płyty podłogowej modelu Civic VII. Kształt pojazdu nawiązuje do poprzedniej generacji modelu. Podobnie jak w pierwszej generacji modelu, koło zapasowe umieszczone zostało na otwieranych w bok drzwiach bagażnika. Standardowo pojazd wyposażono w automatycznie dołączany napęd na cztery koła - SH-AWD. Na rynku amerykańskim oferowano także wersję przednionapędową. W stosunku do pierwszej generacji pojazdu, auto wyposażone zostało także w system stabilizacji toru jazdy (VSA) oraz zmodyfikowany układ hamulcowy.
Początkowo auto wyposażone było wyłącznie w silnik benzynowy o pojemności 2 l i mocy 150 KM. Poza Europą sprzedawano także wersje napędzane 2.4 l silnikiem benzynowym o mocy 160 KM. W 2004 roku do oferty wprowadzono pierwszy silnik wysokoprężny własnej konstrukcji - iCDTi, o pojemności 2.2 l i mocy 140 KM, który wyposażony został w wysokociśnieniowy układ zasilania typu common-rail. 
W 2005 roku auto przeszło face lifting. Zmieniony został kształt przedniego zderzaka oraz montowanych w nim lamp przeciwmgłowych. Zastosowane zostały także nowe reflektory przednie oraz lampy tylne z przezroczystymi kierunkowskazami, a także nowy wzór atrapy chłodnicy. Poprawiona została także konstrukcja tylnego mostu i działanie napędu SH-AWD. 
CR-V drugiej generacji była ostatnim takim modelem Hondy z odchylaną klapą bagażnika oraz ostatnim modelem z serii CR-V utrzymującym koncepcję SUV-a. Kolejne wcielenia zyskały bardziej drogowy charakter.

### Wyposażenie
- LS
- ES

W zależności od wersji wyposażeniowej pojazdu, auto wyposażone mogło być m.in. w 4 poduszki powietrzne, system ABS, system kontroli trakcji, elektryczne sterowanie szyb, elektryczne sterowanie lusterek, klimatyzację manualną lub automatyczną, półskórzaną tapicerkę oraz podgrzewanie lusterek.

### Silniki[4]
| Silnik                | Pojemność skokowa [cm³] | Typ silnika        | Moc maksymalna [KM] przy obr./min | Maks. moment obrotowy [Nm] przy obr./min | Przyspieszenie 0-100 km/h [s] | Prędkość maks. [km/h] |                    |                    |                    |
| Silniki benzynowe:    | Silniki benzynowe:      | Silniki benzynowe: | Silniki benzynowe:                | Silniki benzynowe:                       | Silniki benzynowe:            | Silniki benzynowe:    | Silniki benzynowe: | Silniki benzynowe: | Silniki benzynowe: |
| --------------------- | ----------------------- | ------------------ | --------------------------------- | ---------------------------------------- | ----------------------------- | --------------------- | ------------------ | ------------------ | ------------------ |
| 2.0 i-VTEC            | 1998                    | R4                 | 150/5500                          | 192/4000                                 | 10,8                          | 177                   |                    |                    |                    |
| 2.4 i-VTEC            | 2356                    | R4                 | 160/5500                          | 220/4500                                 | 10,0                          | 180                   |                    |                    |                    |
| Silniki wysokoprężne: |                         |                    |                                   |                                          |                               |                       |                    |                    |                    |
| 2.2 i-CTDi            | 2204                    | R4                 | 140/4000                          | 340/4500                                 | 10,6                          | 183                   |                    |                    |                    |

## Trzecia generacja
Honda CR-V III została po raz pierwszy oficjalnie zaprezentowana podczas targów motoryzacyjnych w Paryżu w 2006 roku.

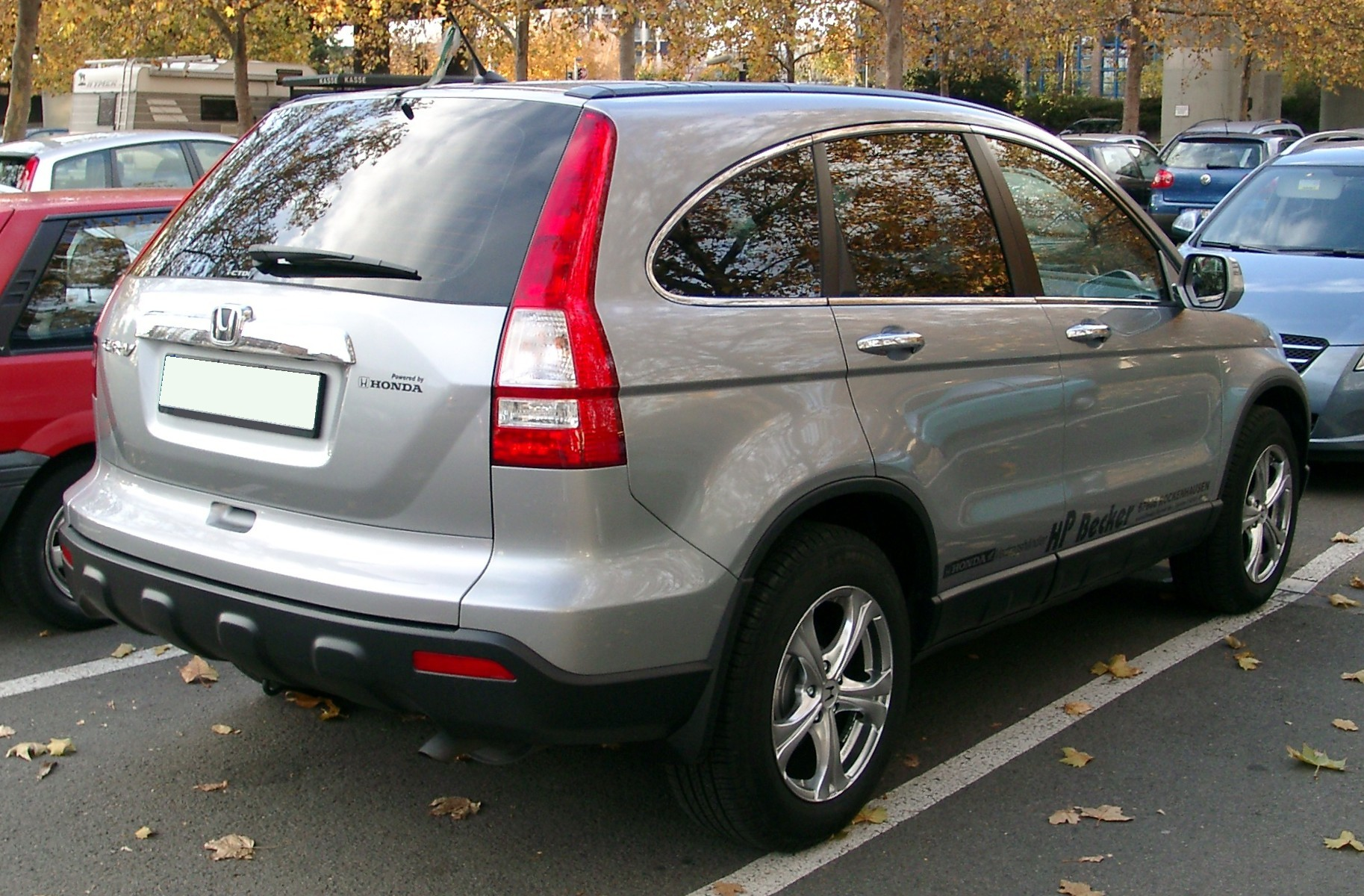
Honda CR-V III - tył

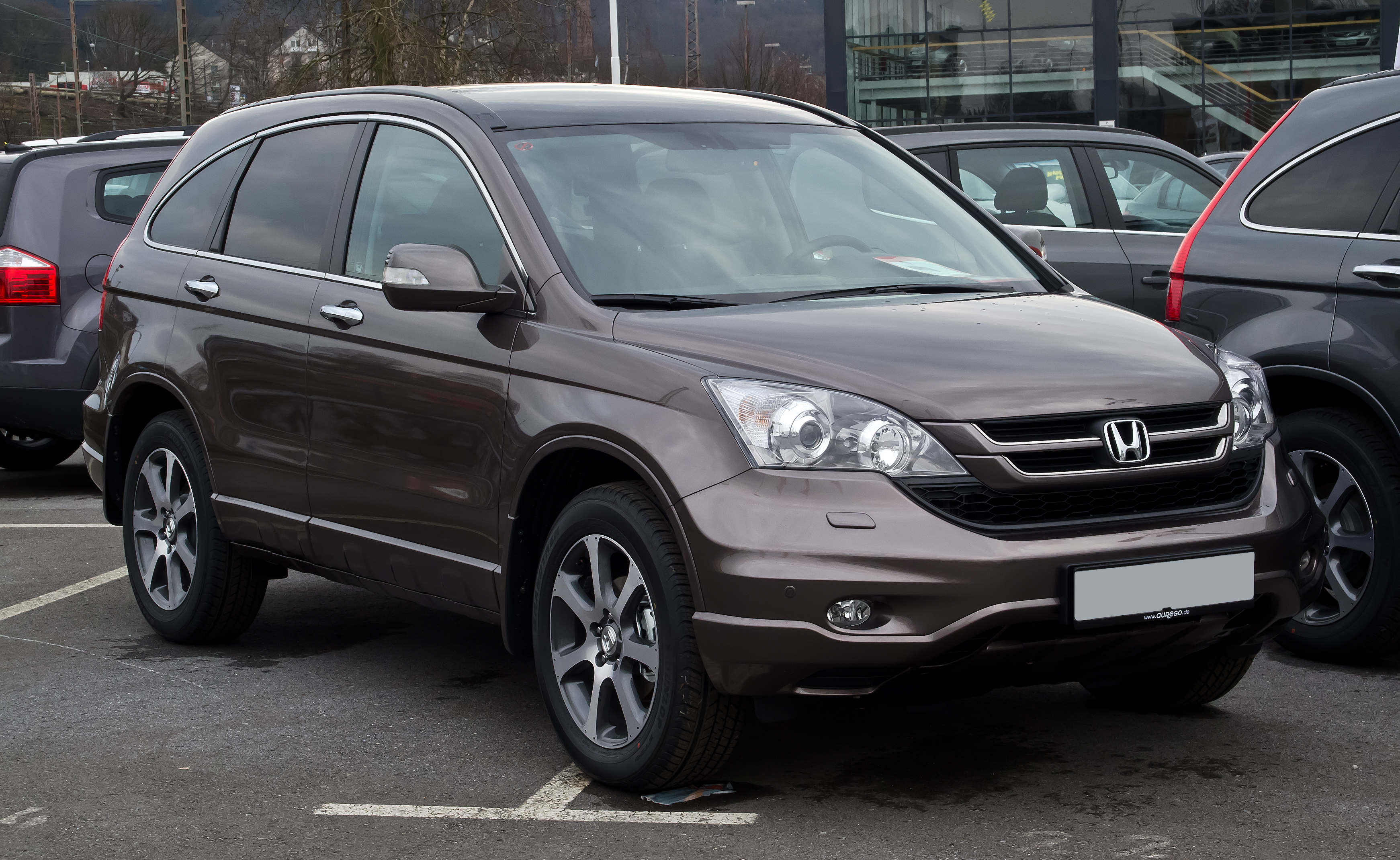
Honda CR-V III po liftingu

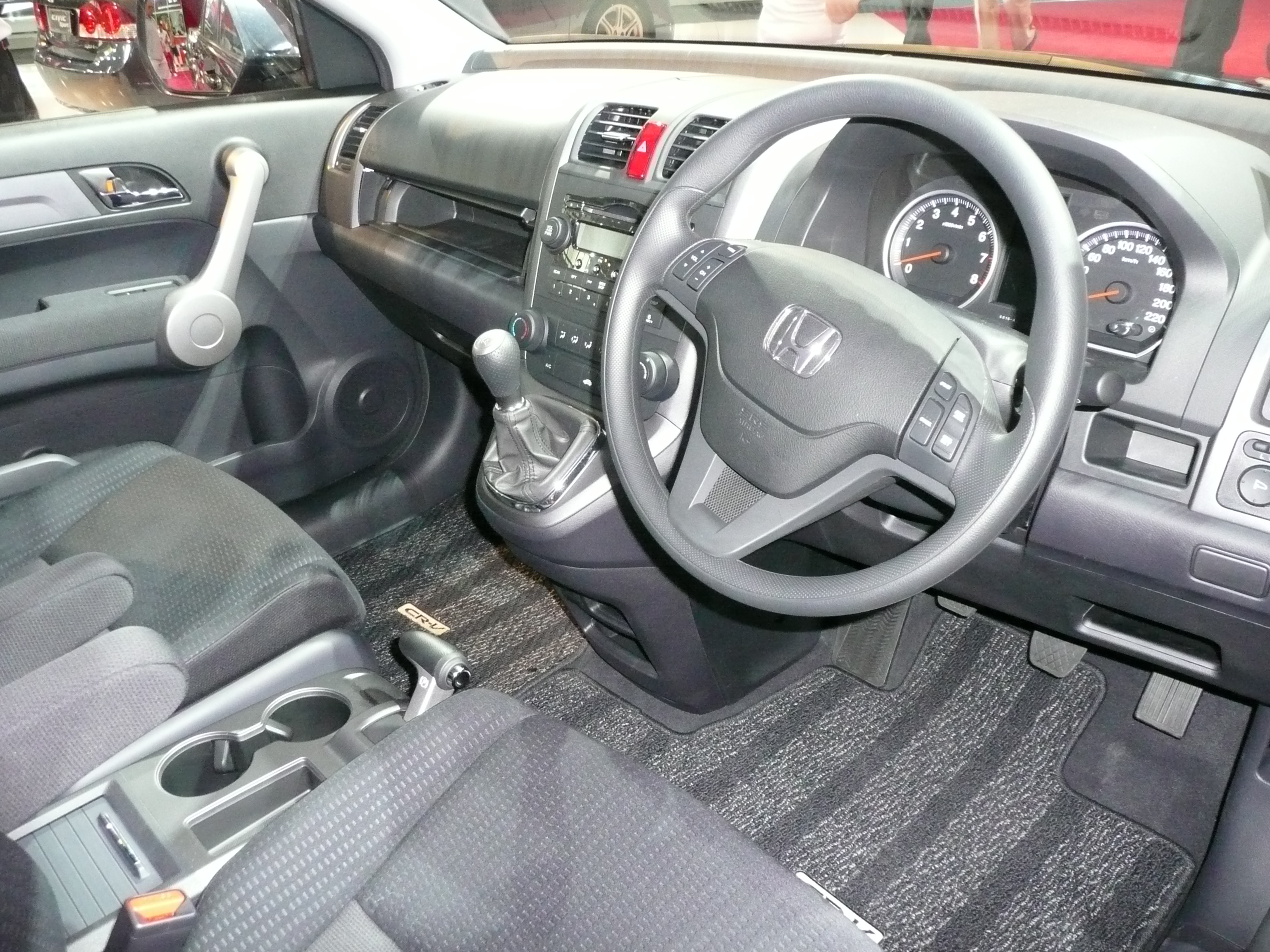
Honda CR-V III - wnętrze

Samochód został zbudowany na bazie modelu Civic VIII. W stosunku do poprzednich generacji modelu CR-V, auto jest szersze oraz krótsze, a także zmieniony został system otwierania klapy bagażnika, która zamiast na bok otwiera się do góry i nie posiada koła zapasowego, które powędrowało pod podłogę bagażnika. 
W 2009 roku auto przeszło face lifting. Zmieniony został m.in. przedni i tylny zderzak, a także przemodelowane zostały tylne lampy  i atrapa chłodnicy. Przy okazji liftingu wprowadzono nowy silnik wysokoprężny i-DTEC, który zastąpił oferowany od 2004 roku silnik i-CDTi. W Polsce występowały tylko dwa silniki. Są to: benzynowy 2.0/150 KM i diesel 2.2/140 KM, po liftingu 150 KM. Na rynku aut używanych można jeszcze trafić amerykańską CR-V z jednostką 2.4, mającą nieco lepsze osiągi. Pod względem trwałości i kultury pracy wszystkie uchodzą za wzór trwałości, lecz ich serwis (szczególnie jednostki dieslowskiej) nie należy do tanich. Ponadto jednostki benzynowe, ze względu na masę samochodu, są paliwożerne i umiarkowanie radzą sobie z tym nadwoziem. 

### Wersje wyposażeniowe
- S
- Comfort
- Elegance
- Elegance Lifestyle
- Executive
- Executive Navi
- Taxi

W zależności od wersji wyposażeniowej, pojazd wyposażony mógł być m.in. w system ABS i ESP, elektryczne sterowanie szyb, elektryczne sterowanie lusterek, adaptacyjny tempomat, który potrafi utrzymywać stałą odległość od poprzedzającego pojazdu, a także system CMBS, który przewiduje wypadek, a następnie ostrzega kierowcę, hamuje pojazd i napina pasy bezpieczeństwa; dwustrefową klimatyzację automatyczną, wielofunkcyjną kierownicę, system audio ze zmieniarką płyt CD, wejściami USB i AUX oraz subwooferem, reflektory ksenonowe ze spryskiwaczami, skórzaną tapicerkę, a także system nawigacji satelitarnej.
W 2008 roku w Niemczech Honda wprowadziła na rynek specjalną wersję przeznaczoną dla taksówkarzy o nazwie Taxi. Pakiet w który wyposażono auto od standardowej wersji auta ma m.in. zmodyfikowaną konsolę centralną z miejscem na taksometr, dodatkowe oświetlenie wnętrza, alarm, inne koła, a także kremowy lakier (znany z niemieckich taksówek). Napęd auta stanowi silnik wysokoprężny o pojemności 2.2 litra i mocy 140 KM. Średnie spalanie auta wynosi 6,2 l/100 km.

### Silniki[12]
| Silnik                | Pojemność skokowa [cm³] | Typ silnika        | Moc maksymalna [KM] przy obr./min | Maks. moment obrotowy [Nm] przy obr./min | Przyspieszenie 0-100 km/h [s] | Prędkość maks. [km/h] |                    |                    |                    |
| Silniki benzynowe:    | Silniki benzynowe:      | Silniki benzynowe: | Silniki benzynowe:                | Silniki benzynowe:                       | Silniki benzynowe:            | Silniki benzynowe:    | Silniki benzynowe: | Silniki benzynowe: | Silniki benzynowe: |
| --------------------- | ----------------------- | ------------------ | --------------------------------- | ---------------------------------------- | ----------------------------- | --------------------- | ------------------ | ------------------ | ------------------ |
| 2.0 i-VTEC            | 1997                    | R4                 | 150/6200                          | 192/4200                                 | 10,2 automat: 12,1            | 190 automat: 177      |                    |                    |                    |
| 2.4 i-VTEC            | 2354                    | R4                 | 183/6800                          | 218/4400                                 | 11,0                          | 190                   |                    |                    |                    |
| Silniki wysokoprężne: |                         |                    |                                   |                                          |                               |                       |                    |                    |                    |
| 2.2 i-CDTi            | 2204                    | R4                 | 140/4000                          | 340/2000                                 | 10,3                          | 187                   |                    |                    |                    |
| 2.2 i-DTEC            | 2199                    | R4                 | 150/4000                          | 350/2000                                 | 9,6 automat: 10,6             | 190 automat: 187      |                    |                    |                    |

## Czwarta generacja
Honda CR-V IV została po raz pierwszy oficjalnie zaprezentowana podczas targów motoryzacyjnych w Los Angeles w 2011 roku.

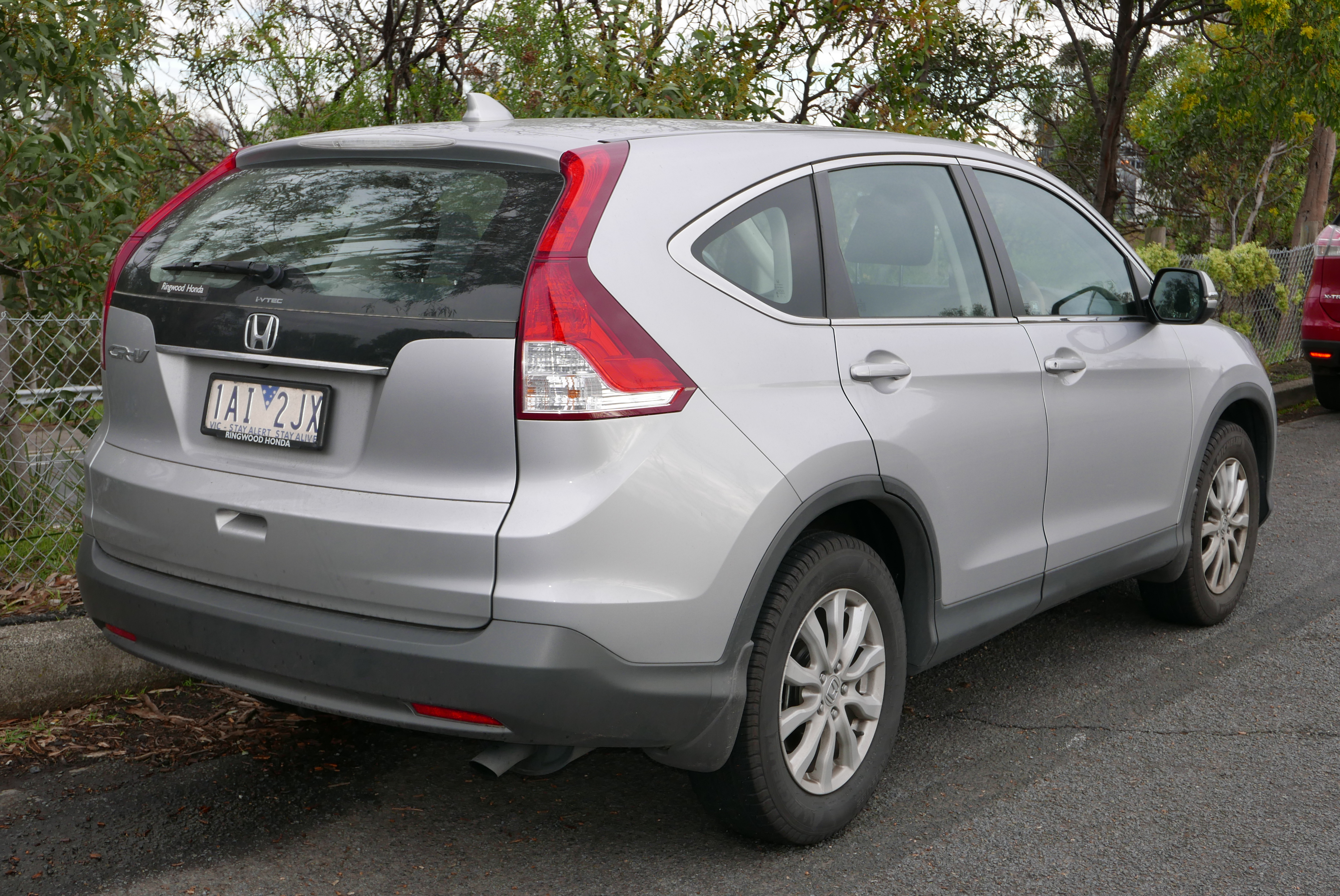
Honda CR-V IV - tył

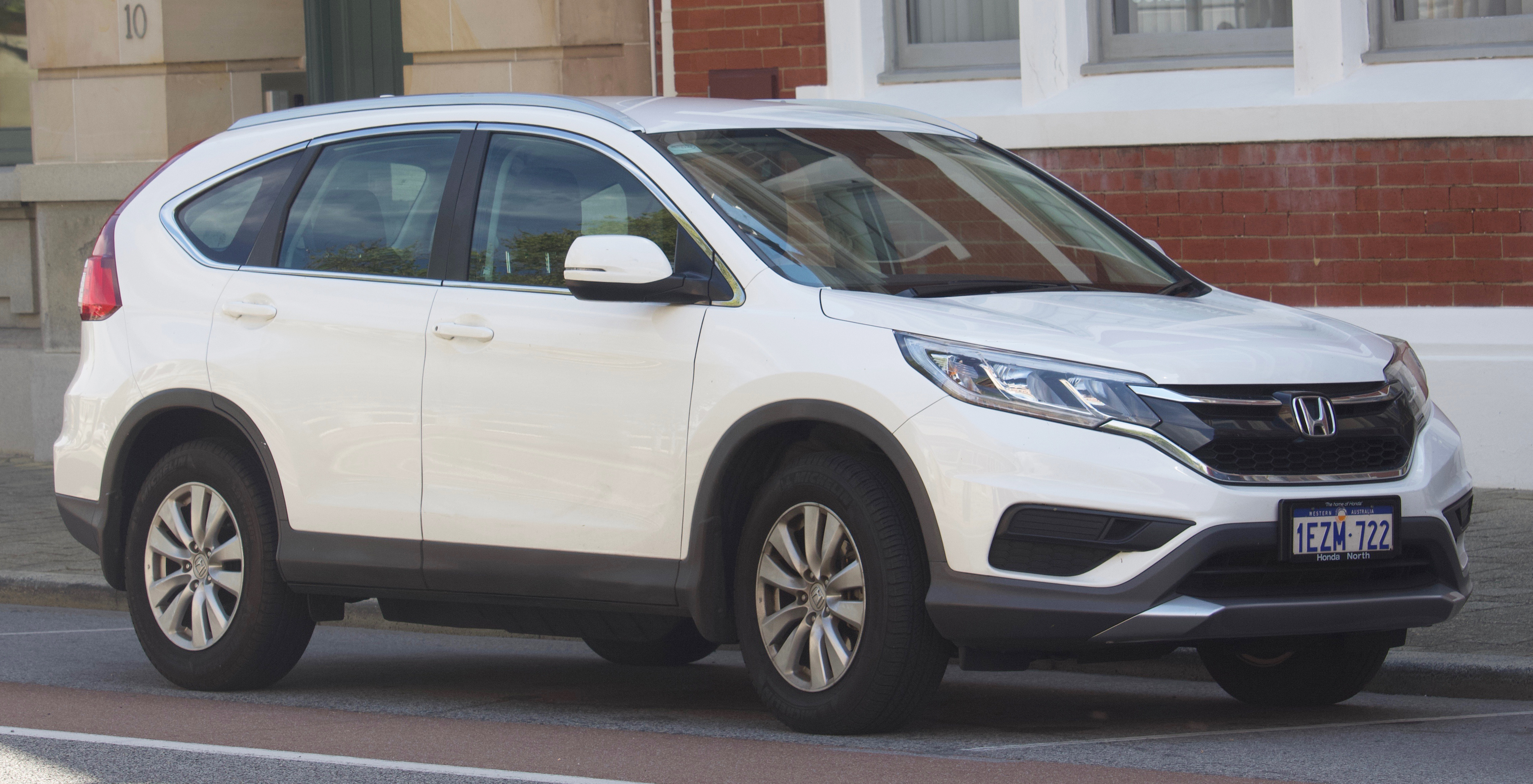
Honda CR-V IV po liftingu

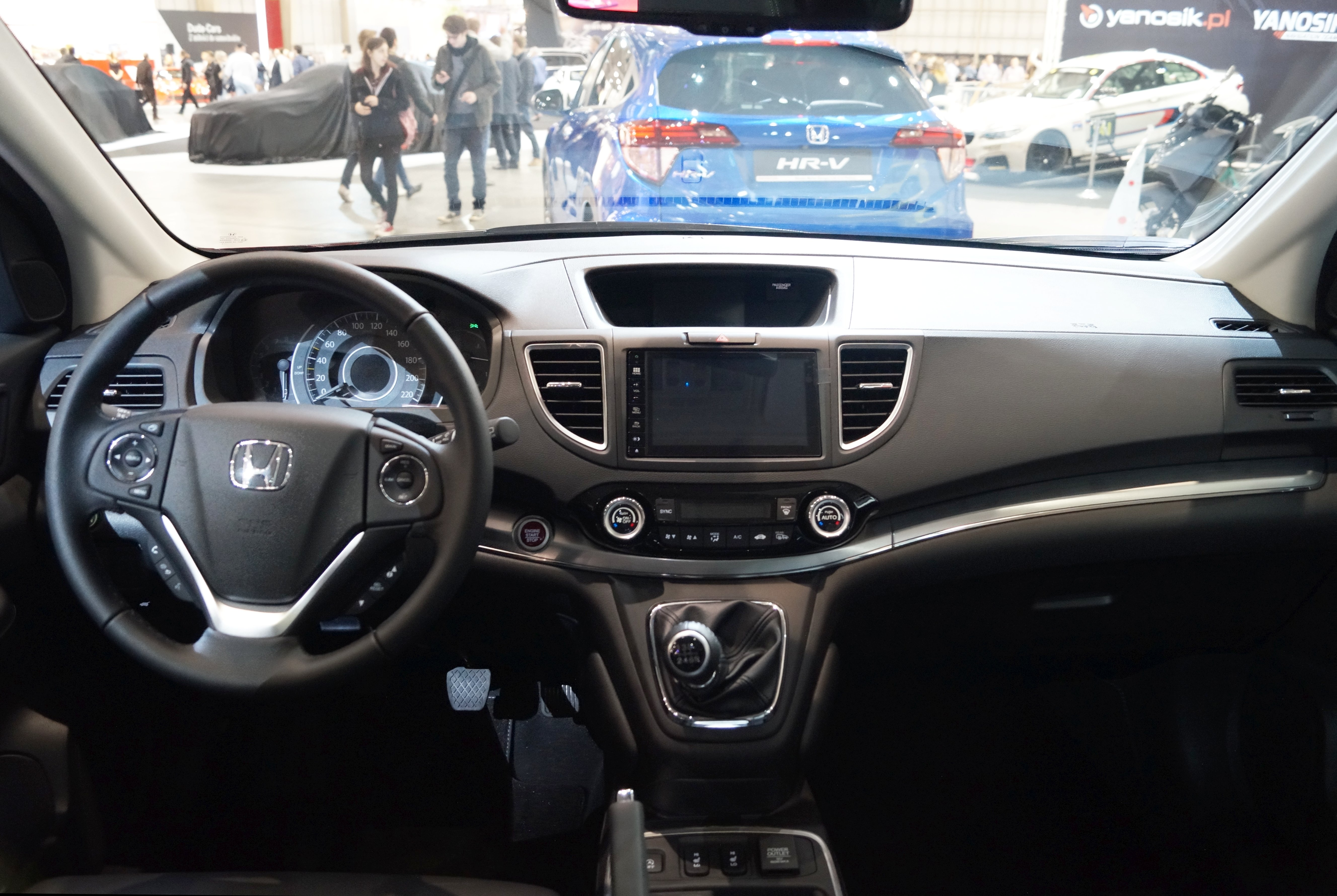
Honda CR-V IV po liftingu - wnętrze

Samochód stylistycznie jest rozwinięciem koncepcji znanej z trzeciej generacji pojazdu. W stosunku do poprzednika auto nabrało charakteru i otrzymało bardziej agresywne linie nadwozia. Wersja przeznaczona na rynek europejski różni się od wersji amerykańskiej m.in. zmodyfikowanym zderzakiem przednim oraz światłami, które wykonane zostały w technologii LED zarówno z przodu jak i z tyłu. W przeciwieństwie do poprzednich generacji pojazdu w których zastosowano napęd na cztery koła oparty na hydraulicznie aktywowanej pompie, auto wyposażono w elektroniczny system napędu.
W 2014 roku auto przeszło face lifting. Zmienione zostały m.in. zderzaki z metalizowanymi wstawkami, atrapa chłodnicy oraz reflektory, które standardowo wyposażono w światła do jazdy dziennej wykonane w technologii LED. Przy okazji liftingu wysokoprężna jednostka 2.2 i-DTEC zastąpiona została mniejszym silnikiem 1.6 i-DTEC o mocy 160 KM, który współpracować może z 6-biegową ręczną skrzynią biegów bądź nowym 9-biegowym automatem.

### Wersje wyposażeniowe
- S
- Comfort
- Elegance
- Elegance Plus
- Lifestyle
- Executive
- Executive Navi
- Mugen
- Black Edition - edycja specjalna
- Black&White - edycja specjalna

Standardowe wyposażenie pojazdu obejmuje m.in. funkcję ECON (pedał gazu jest znieczulony, a klimatyzacja pracuje w trybie oszczędnym) oraz system Eco Assist pomagający kierowcy rozpoznać najbardziej ekologiczny tryb jazdy. 
W zależności od wybranej wersji wyposażeniowej pojazd wyposażony może być m.in. pamięć ustawień fotela kierowcy, system Start&Stop; inteligentny wyświetlacz wielofunkcyjny i-MID podający m.in. zużycie paliwa oraz tytuł słuchanego utworu umieszczony na środku deski rozdzielczej w 5-calowym kolorowym wyświetlaczu i obraz z kamery cofania oraz komunikaty systemu nawigacji satelitarnej. Auto wyposażyć można także w system audio z odtwarzaczem płyt CD i radiem DAB z systemem czterech głośników oraz dwóch głośników wysokotonowych; skórzaną tapicerkę, system podgrzewania przednich foteli, czujniki parkowania, adaptacyjny tempomat (ACC), system utrzymania na pasie ruchu (LKAS), system ograniczający skutki kolizji (CMBS), samoadaptacyjne elektryczne wspomaganie kierownicy (MA-EPS), system ostrzegania o awaryjnym hamowaniu (ESS), który w momencie gwałtownego silnego hamowania włącza światła awaryjne; system wspomagający ruszanie na wzniesieniu (HSA), czasowy włącznik reflektorów, aktywne doświetlanie zakrętu, poduszki powietrzne SRS, układ kontroli zjazdu ze wzniesienia (HDC) oraz system stabilizacji toru jazdy przyczepy (TSA),  system VSA oraz ADAS. 
Auto można doposażyć w zestaw sportowy (aerodynamiczne zderzaki przedni i tylny, spoiler dachowy, ozdobne osłony lusterek zewnętrznych), zestaw Off-Road (dolne osłony z przodu i z tyłu, listwa ochronna progu bagażnika, stopnie boczne, listwy ochronne boczne), zestaw iluminacyjny (listwy progowe z podświetleniem logo CR-V, oświetlenie kieszeni w drzwiach, przedniej i tylnej części pojazdu w strefie stóp oraz podświetlenie podwozia od strony kierowcy i pasażera) oraz zestaw stylistyczny (osłona chłodnicy, ozdobne osłony świateł przeciwmgielnych, listwy ozdobne dolne drzwi oraz bagażnika, owalna końcówka rury wydechowej). 

### Silniki
| Silnik                | Pojemność skokowa [cm³] | Typ silnika        | Moc maksymalna [KM] przy obr./min | Maks. moment obrotowy [Nm] przy obr./min | Przyspieszenie 0-100 km/h [s] | Prędkość maks. [km/h] |                    |                    |                    |
| Silniki benzynowe:    | Silniki benzynowe:      | Silniki benzynowe: | Silniki benzynowe:                | Silniki benzynowe:                       | Silniki benzynowe:            | Silniki benzynowe:    | Silniki benzynowe: | Silniki benzynowe: | Silniki benzynowe: |
| --------------------- | ----------------------- | ------------------ | --------------------------------- | ---------------------------------------- | ----------------------------- | --------------------- | ------------------ | ------------------ | ------------------ |
| 2.0 i-VTEC            | 1997                    | R4                 | 155/6500                          | 192/4300                                 | 10,2                          | 190                   |                    |                    |                    |
| 2.4                   | 2354                    | R4                 | 185/6800                          | 221/4400                                 | 10,7                          | 200                   |                    |                    |                    |
| Silniki wysokoprężne: |                         |                    |                                   |                                          |                               |                       |                    |                    |                    |
| 1.6 i-DTEC            | 1597                    | R4                 | 120/4000                          | 300/2000                                 | 11,1                          | 182                   |                    |                    |                    |
| 1.6 i-DTEC BiTurbo    | 1597                    | R4                 | 160/4000                          | 350/2000                                 | 9,6                           | 202                   |                    |                    |                    |
| 2.2 i-DTEC            | 2199                    | R4                 | 150/4000                          | 350/2000                                 | 9,6                           | 190                   |                    |                    |                    |

## Piąta generacja
Honda CR-V V została po raz pierwszy oficjalnie zaprezentowana podczas targów motoryzacyjnych w Los Angeles pod koniec 2016 roku. Wersja europejska pojazdu oficjalną prezentację miała dopiero niespełna półtora roku później, podczas targów motoryzacyjnych w Genewie w marcu 2018 roku.

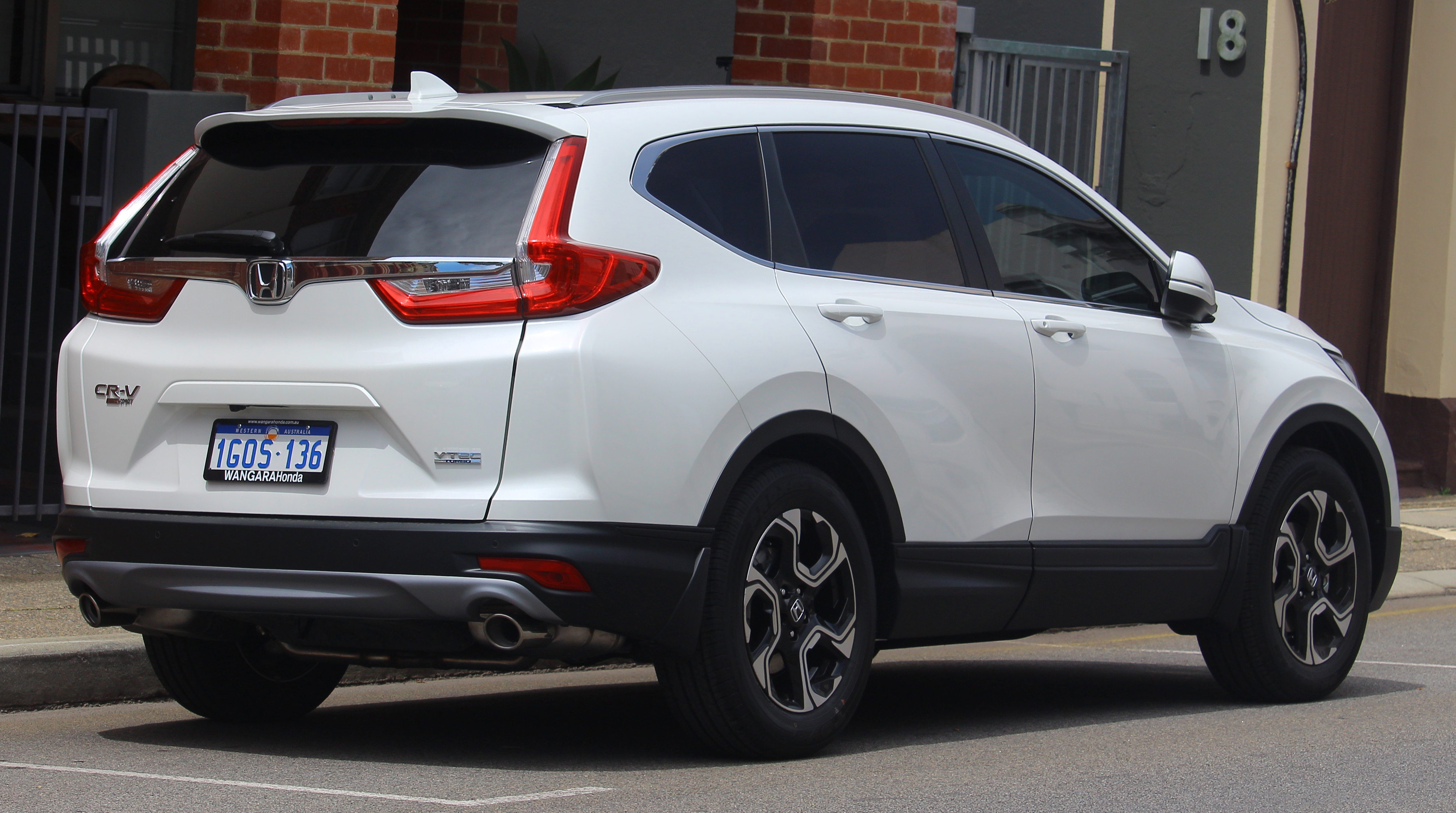
Honda CR-V V - tył

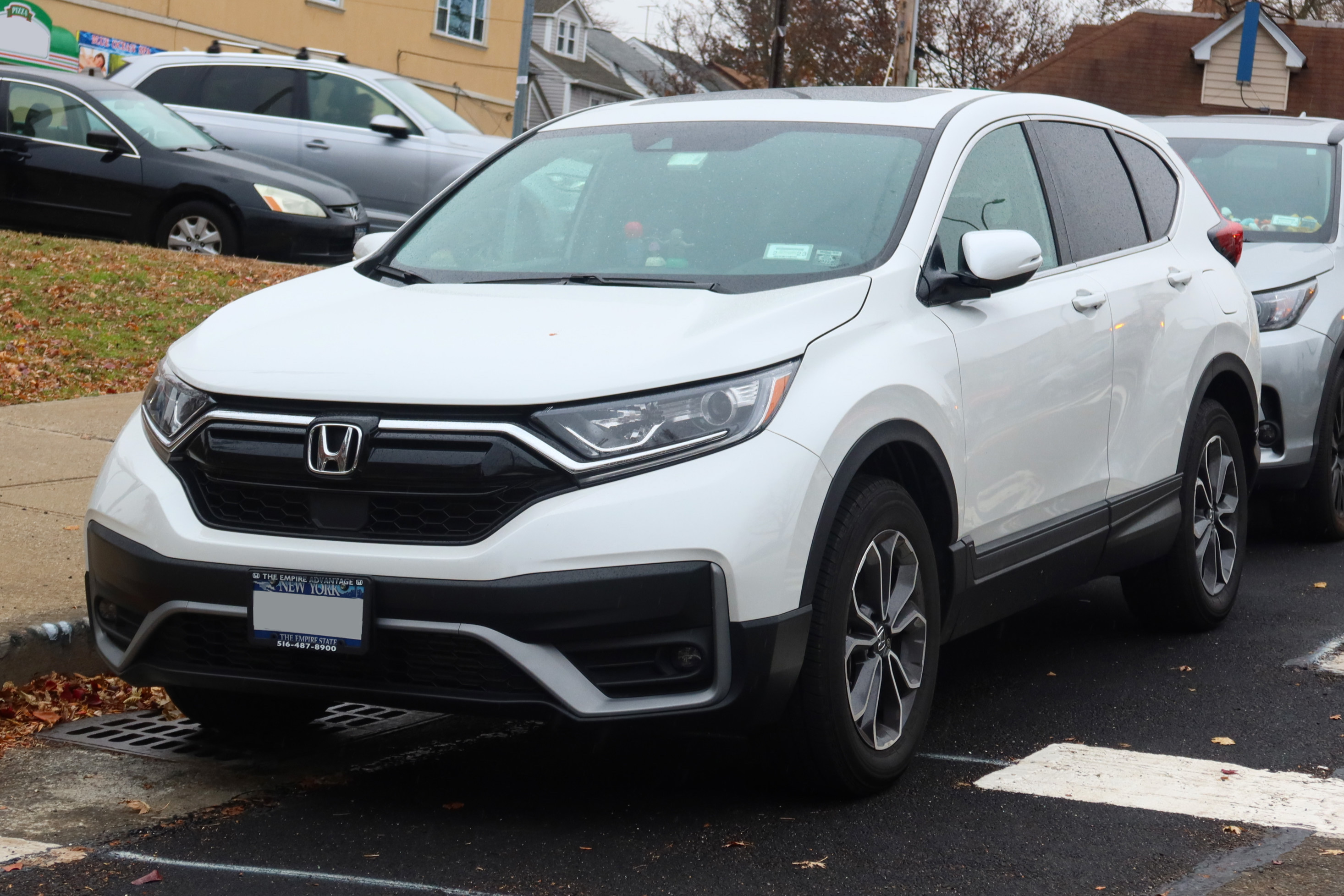
Honda CR-V V po liftingu

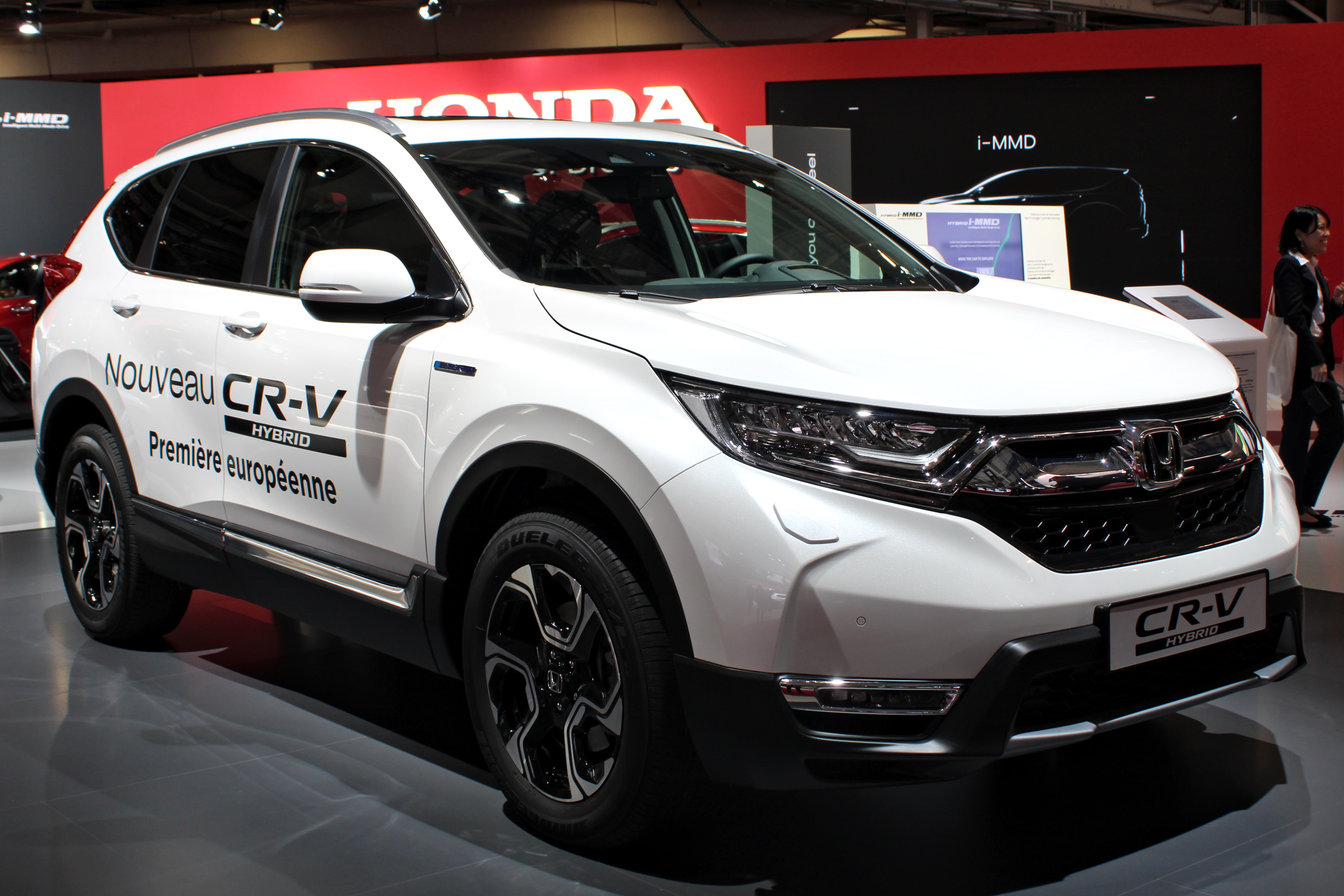
Honda CR-V V Hybrid

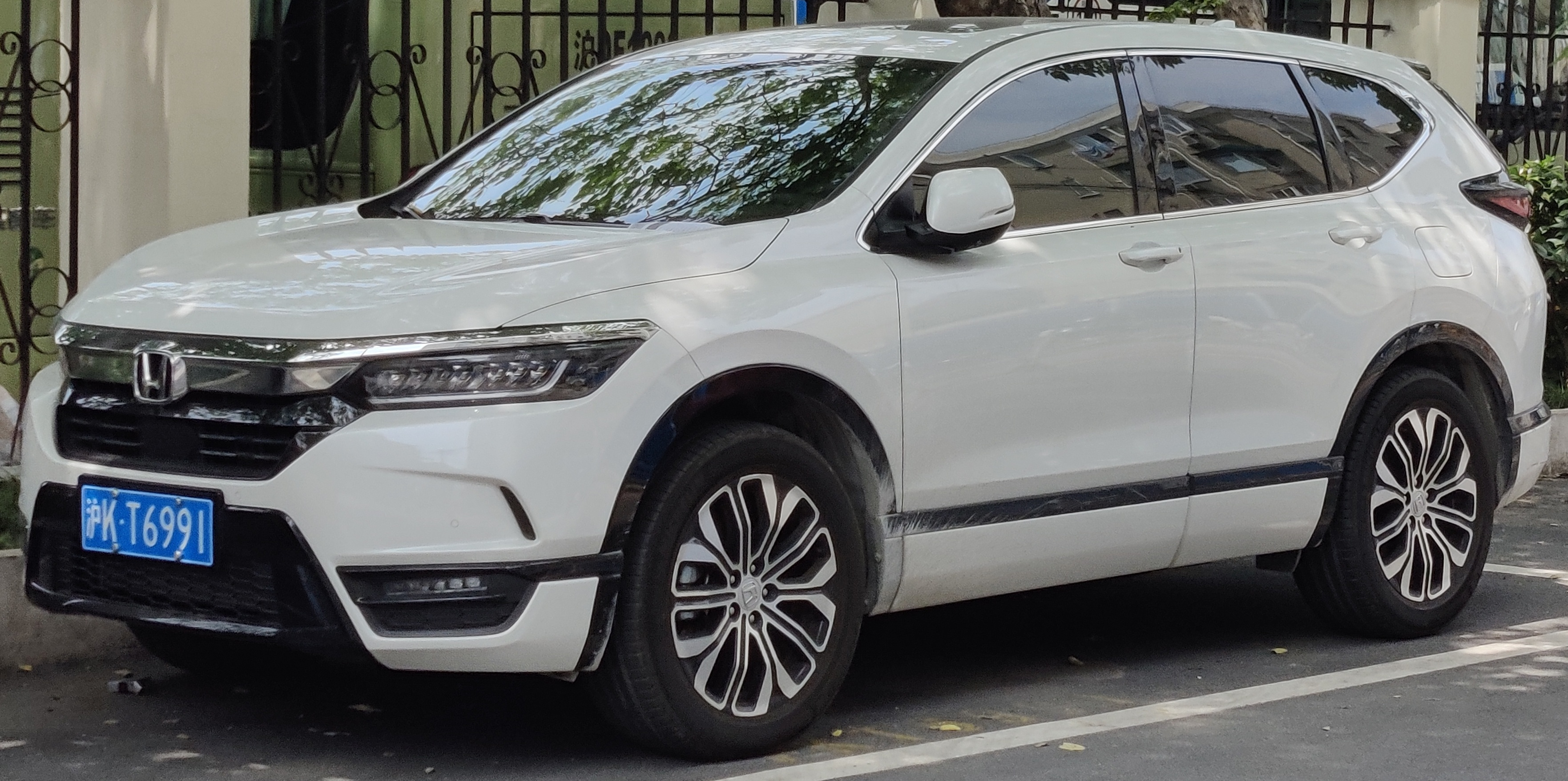
Honda Breeze I

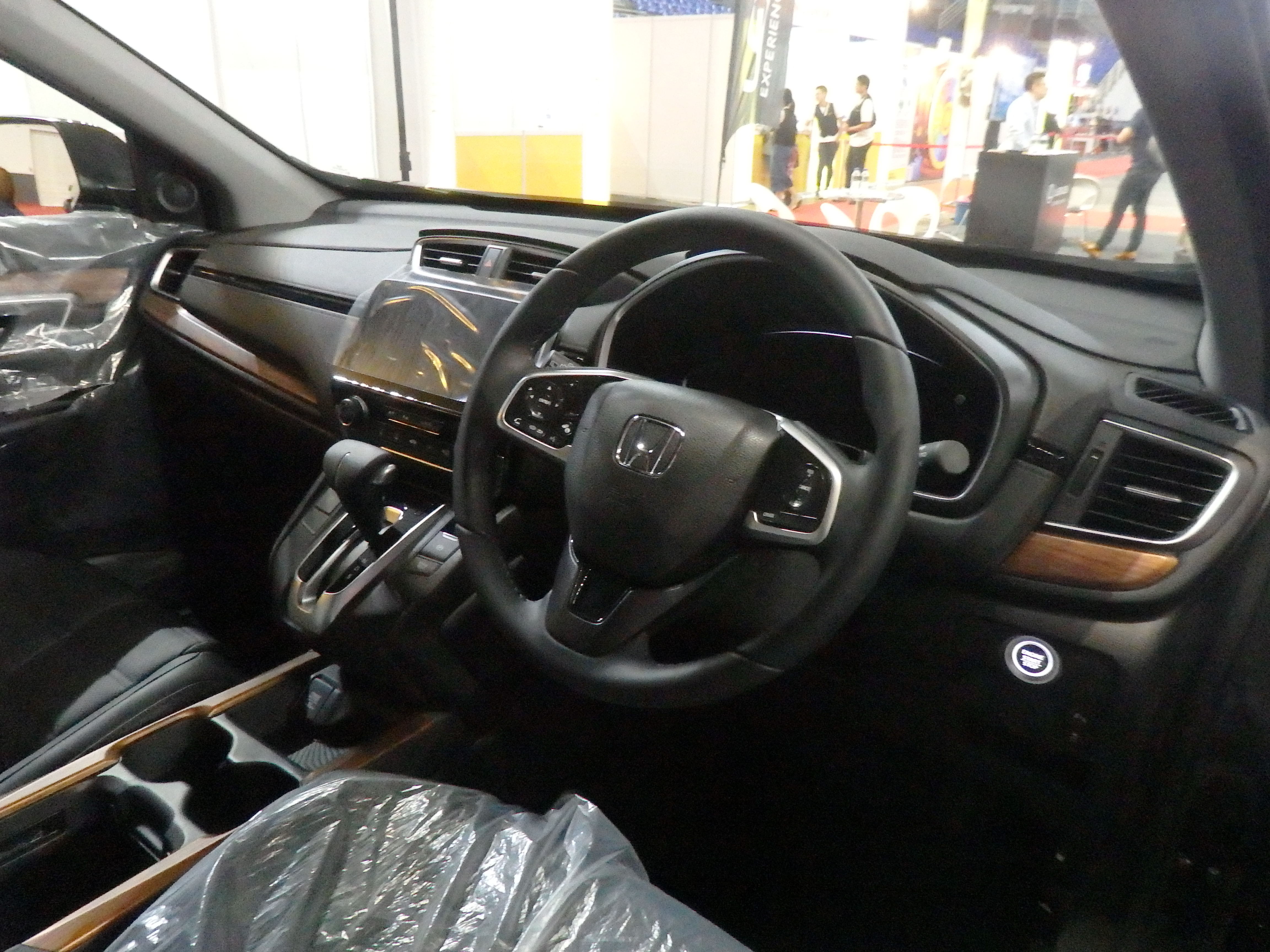
Deska rozdzielcza (wersja do ruchu lewostronnego)

Pojazd otrzymał zupełnie nowy design nadwozia z charakterystycznym dla marki pasem przednim. Wersja europejska różni się od amerykańskiej delikatnie przemodelowanymi światłami przednimi i tylnymi. Jako pierwszy model marki otrzymał zupełnie nową deskę rozdzielczą, której centralnym elementem jest 7-calowy ekran dotykowy, który jest częścią systemu multimedialnego Honda Connect. Po raz pierwszy w modelu CR-V zastosowano "Automatic Shutter Grille System", czyli system przymykania atrapy chłodnicy, który poprawiać ma właściwości aerodynamiczne, a europejską wersję pozbawiono silnika wysokoprężnego na rzecz wersji hybrydowej napędzanej silnikiem o pojemności 2 litrów.
W 2019 roku samochód przeszedł lifting.

### Wyposażenie
W zależności od wersji wyposażeniowej pojazdu, auto wyposażone może być m.in. w rozbudowany pakiet bezpieczeństwa Honda Sensing składający się m.in. z systemu wspomagania hamowania z funkcją wykrywania kolizji i łagodzenia jej skutków, czujnik wykrywający pieszych, adaptacyjny tempomat oraz asystenta pasa ruchu, wykonane w pełni w technologii LED reflektory przednie, światła przeciwmgłowe, wielofunkcyjną kierownicę, podgrzewane tylne siedzenia, bezdotykowy system otwierania bagażnika, skórzaną tapicerkę, system multimedialny Honda Connect z 7-calowym ekranem dotykowym, a także zdalny system uruchamiania silnika.

## Szósta generacja
Honda CR-V VI została zaprezentowana po raz pierwszy w 2022 roku.

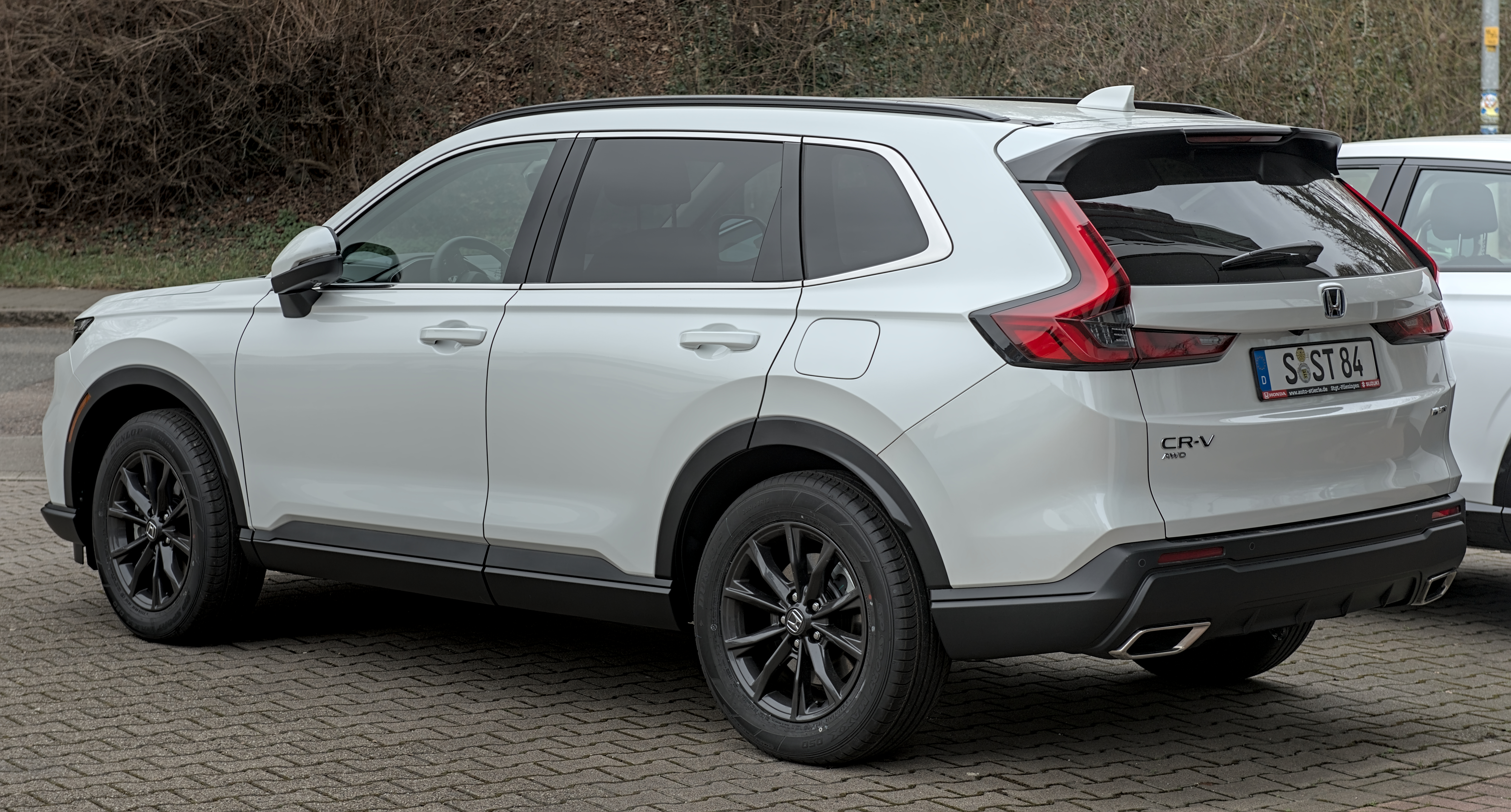
Honda CR-V VI - tył

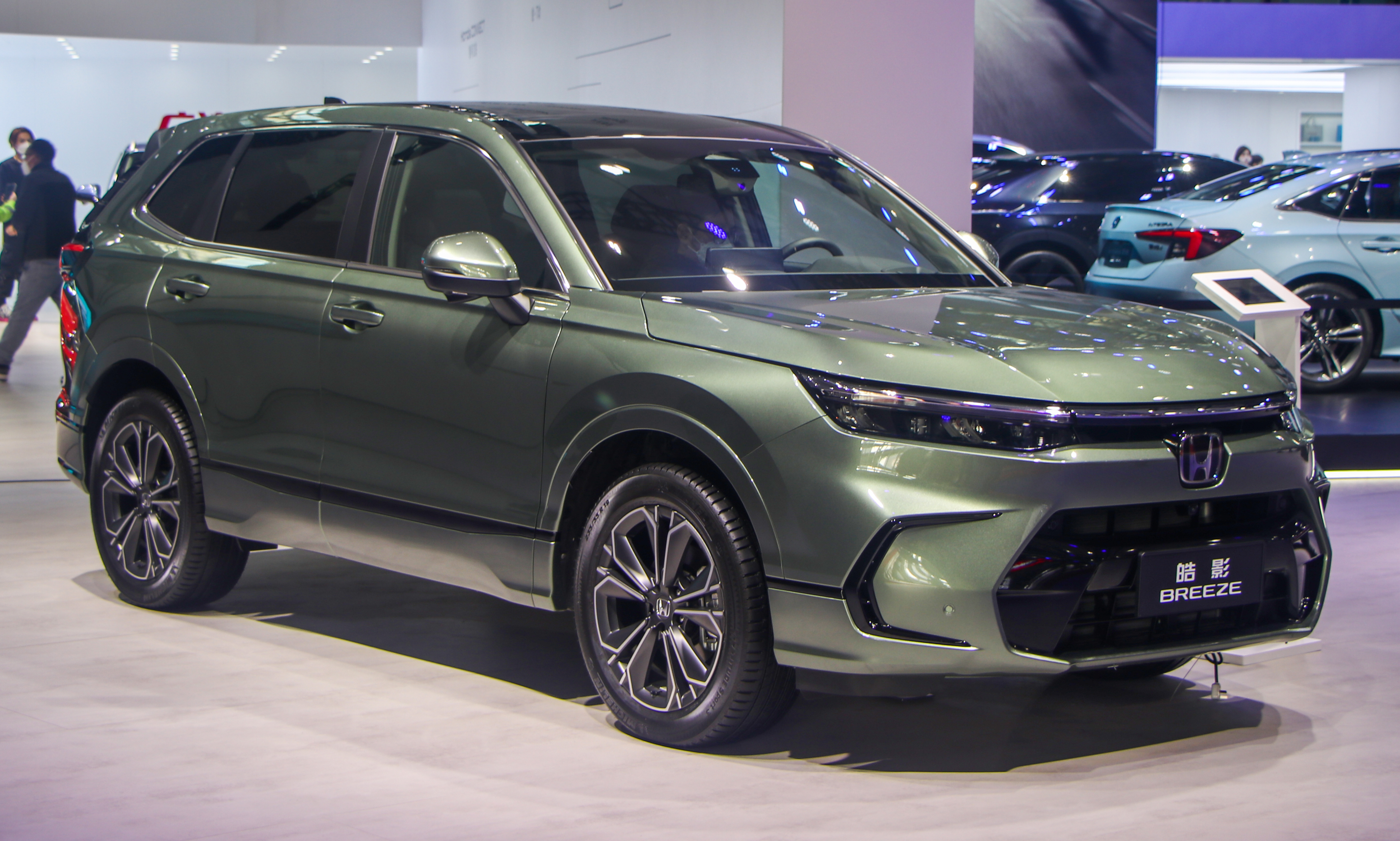
Honda Breeze II

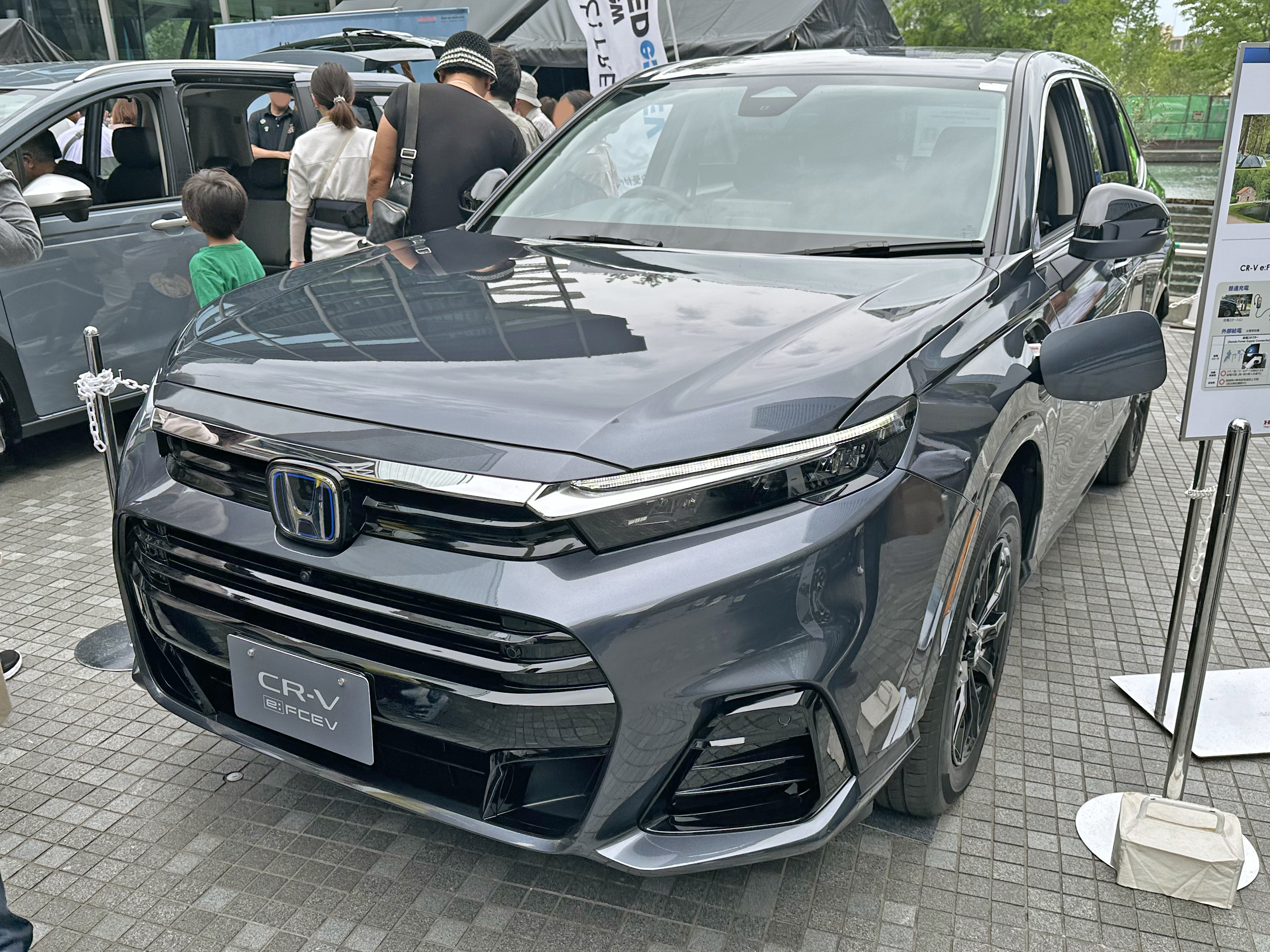
Honda CR-V e:FCEV

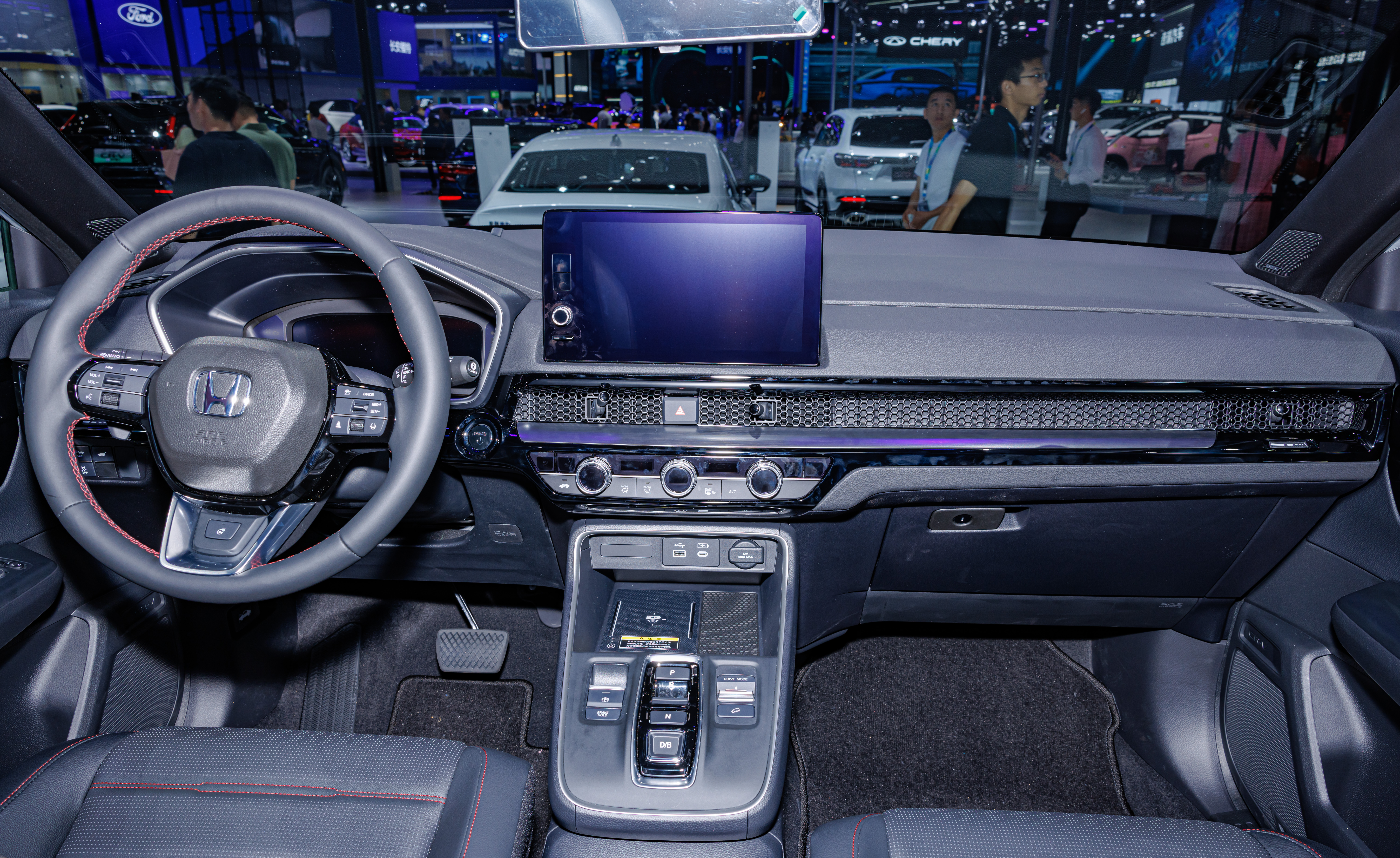
Honda CR-V VI - wnętrze

W porównaniu z poprzednikiem pojazd zyskał na wymiarach. Po raz pierwszy szósta generacja nie jest produkowana i oferowana w Japonii ze względu na niską sprzedaż poprzednika w tym kraju. Rolę przejął tam model ZR-V. Na rynek europejski samochód został wprowadzony w połowie 2023 roku. W Europie samochód sprzedawany jest jako pełna hybryda i plug-in hybrid. W grudniu 2022 roku wprowadzono na rynek chińską odmianę, czyli Breeze.
W lutym 2024 roku zaprezentowana została wersja e:FCEV, która łączy akumulator o pojemność 17,7 kWh z ogniwem paliwowym. Jest jedyna wersja modelu, która jest sprzedawana w Japonii. 

### Wyposażenie
W zależności od wersji wyposażeniowej pojazdu, auto może być wyposażone w system dostępu bezkluczykowego, system automatycznych świateł drogowych, czasowy wyłącznik świateł (Funkcja Coming Home/Leaving Home), AHA - układ wspomagania prowadzenia, 4 tryby jazdy do wyboru - ECON / NORMAL / SPORT / SNOW, wskaźnik poboru mocy / odzyskiwania energii oraz w dwustrefową klimatyzację automatyczną, podgrzewane przednie fotele, podgrzewaną kierownicę, światła do jazdy dziennej LED.